# Ibonia
Le mythe d'Ibonia
Ibonia est un poème épique transmis oralement à Madagascar à travers les siècles. Il occupe une place notable dans les récitations culturelles malgache et la tradition orale dans l'île. Il en existe différentes variantes selon les ethnies et les régions. Une des variantes conserve la trace sémantique des différentes régions où elle a circulé autour de l'île.
Plusieurs transcriptions écrites en ont été effectuées depuis le XVIIe siècle, la première en 1657, les suivantes à partir du XIXe siècle, d'abord vers 1830 puis vers 1870 et plusieurs dans les années 1880. La version de 1870 est largement diffusée et se répand en Europe.
D'autres versions sont collectées et analysées aux XXe et XXIe siècles et l'ensemble du mythe, de ses versions et de leurs transmissions fait l'objet de plusieurs travaux scientifiques. D'autres versions sont découvertes aux Comores ; une version récemment découverte est encore inédite en 2008.
Ce long poème épique met en scène la vie du héros Ibonia, fils d'un prince et d'une dame d'abord stérile. Le récit raconte successivement la gestation d'Ibonia, sa naissance, son enfance, son parcours initiatique avec les épreuves dont il doit triompher dans la quête de son épouse, son mariage et sa mort.

## Ancienneté et transmission

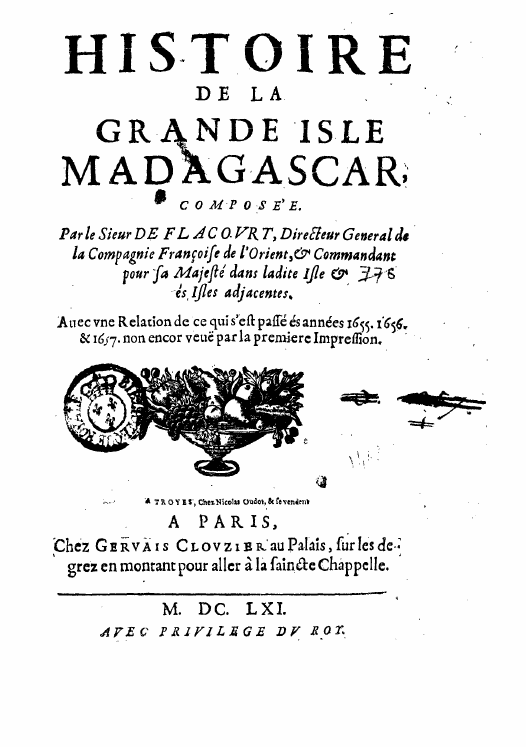
Couverture de l'histoire de la Grande Isle, par Étienne de Flacourt, contenant un résumé de l'Ibonia.

Ibonia est un conte traditionnel malgache, un mythe épique transmis de génération en génération à Madagascar, par la tradition orale. La récitation en prenait plusieurs heures.
Parmi les textes transmis par la tradition orale, le texte de ce conte est un des plus longs et un des plus importants. C'est aussi l'un des plus intéressants et significatifs, tant par sa beauté littéraire que par l'intérêt de son contenu.
Les premières traces écrites de cette épopée sont un résumé qui en est fait en français par le gouverneur colonial Étienne de Flacourt en 1657,. Il le publie dans son ouvrage La Grande Isle.
Cette version de 1657, bien que succincte, est importante par sa date, qui atteste l'ancienneté de l'épopée, et par les principaux traits qui y sont déjà mentionnés, et qui permettent la comparaison avec les versions complètes plus récentes.
C'est vers 1830 qu'une version globale dans sa langue originale est notée par écrit, par un lettré malgache, dont le nom n'est pas connu. Sa date précoce est du plus grand intérêt, car elle autorise à penser que cette version est encore peu influencée par le contact des autres cultures, notamment la culture européenne et la prédication des missionnaires chrétiens,.
La teneur de cet écrit original, et les traces sémantiques des différents dialectes de l'île, permet à Noiret de reconstituer la trajectoire antérieure du récit, transmis auparavant dans le sud-est et l'ouest de l'île.
C'est encore la période pré-coloniale, où l'écrit en cours d'implantation est enseigné à des Malgaches. Cela permet aux lettrés locaux, des collecteurs malgaches, de noter les récits transmis.
Plus tard dans le même XIXe siècle, des collecteurs malgache continuent ce travail de collecte. Les missionnaires chrétiens prennent le relais pour la publication fidèle de ces écrits, avec notamment le missionnaire protestant Lars Dahle et le missionnaire catholique François Callet.

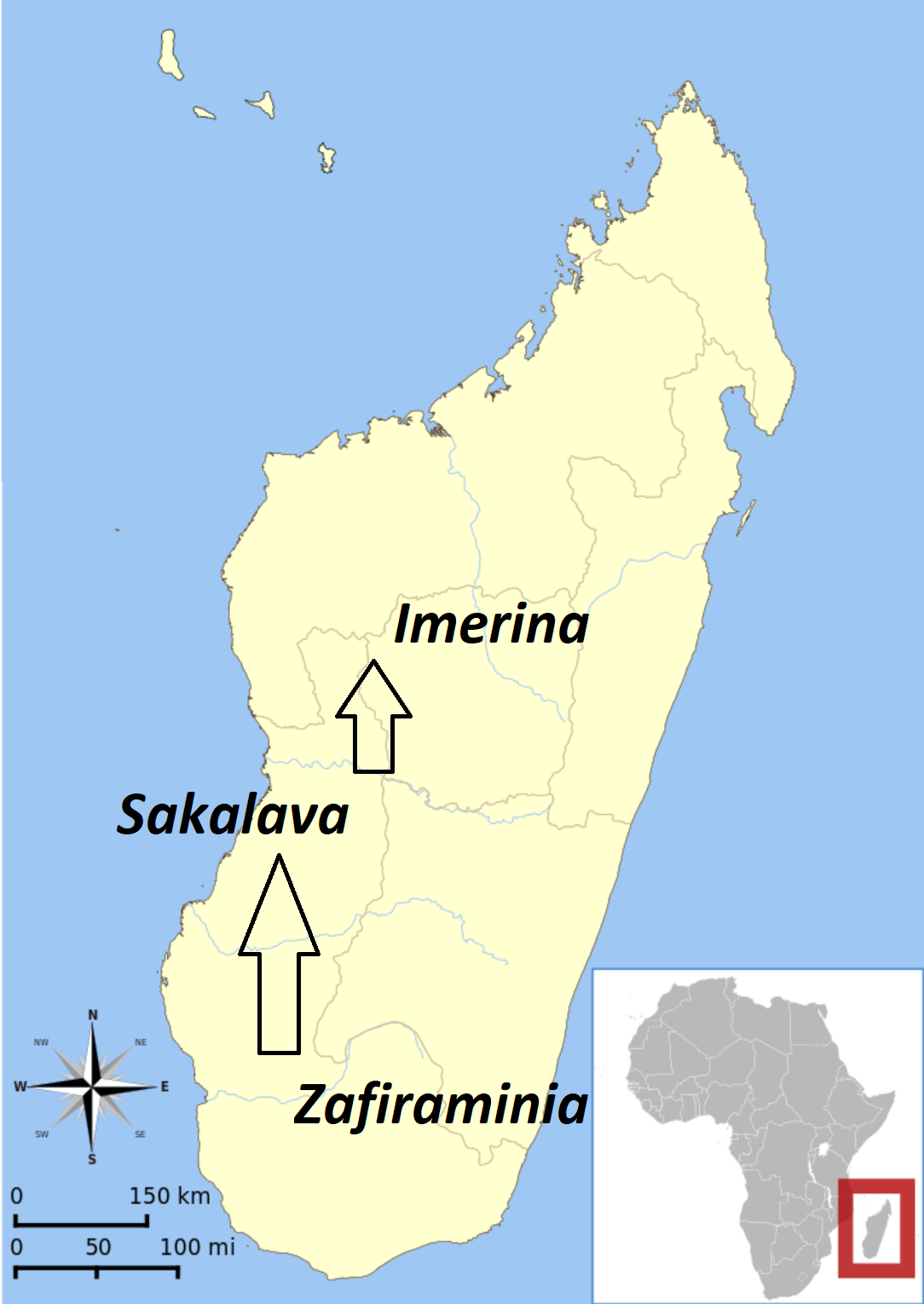
Parcours oral reconstitué de la version de 1830

Par la suite, lorsque la colonisation est plus avancée, les transcriptions sont bien moins fidèles. Le travail de collecte continue à être effectué par des Malgaches, mais ensuite les textes sont traduits par un écrivain colonial dans un français littéraire dont il n'est plus possible d'estimer le degré de fidélité par rapport au texte original. Cette pratique se poursuit pendant la période post-coloniale. Ce n'est qu'à partir de la fin du XXe que les travaux scientifiques retournent au plus près des sources originales.
François Noiret effectue un complet retour aux sources originales, et poursuit le travail de collecte dans cet esprit de fidélité à la tradition originelle. Il publie en 1993 un ensemble de versions de l'Ibonia avec commentaires,. En 2008, il en présente une nouvelle édition critique, enrichie et augmentée,. Cette nouvelle édition, quinze ans après la première, comporte plusieurs versions nouvelles récemment collectées. Elle comporte même des versions collectées ailleurs qu'à Madagascar : il y a notamment une version provenant de Mayotte, dans l'archipel des Comores.
Noiret réunit là un précieux instrument de travail pour les spécialistes. Il permet aussi aux non spécialistes et aux non malgachisants d'entrer de plain-pied dans la culture traditionnelle malgache.
Il parvient à tracer un schéma théorique de la « trajectoire historique » du mythe d'Ibonia. Le texte est mis par écrit vers 1830 en Imerina (au centre nord de Madagascar), mais comporte un très grand nombre de traces du dialecte sakalava (sur la côte ouest), ce qui prouve le passage par l'ouest de la transmission du récit. Le récit provient antérieurement de la tradition des Zafiraminia du Sud-Est. Il en ressort une sorte de mouvement en spirale de la circulation du récit.
Dans la suite de l'historien des religions Goetze qui estime qu'Ibonia est un mythe profond de la condition humaine, Noiret démontre la portée humaine et universelle de la pensée et de la culture traditionnelles.
Dans sa préface au livre de Noiret, Solo-Raharinjanahary indique qu'il a recueilli une version antanosy encore inédite quand il écrit sa préface en 2008. La recherche est donc encore ouverte.

## Résumé
La critique littéraire de l'épopée y distingue une structure en quatre parties, : la conception et la naissance d'Ibonia ; l'enfance ; les épreuves ; la quête.

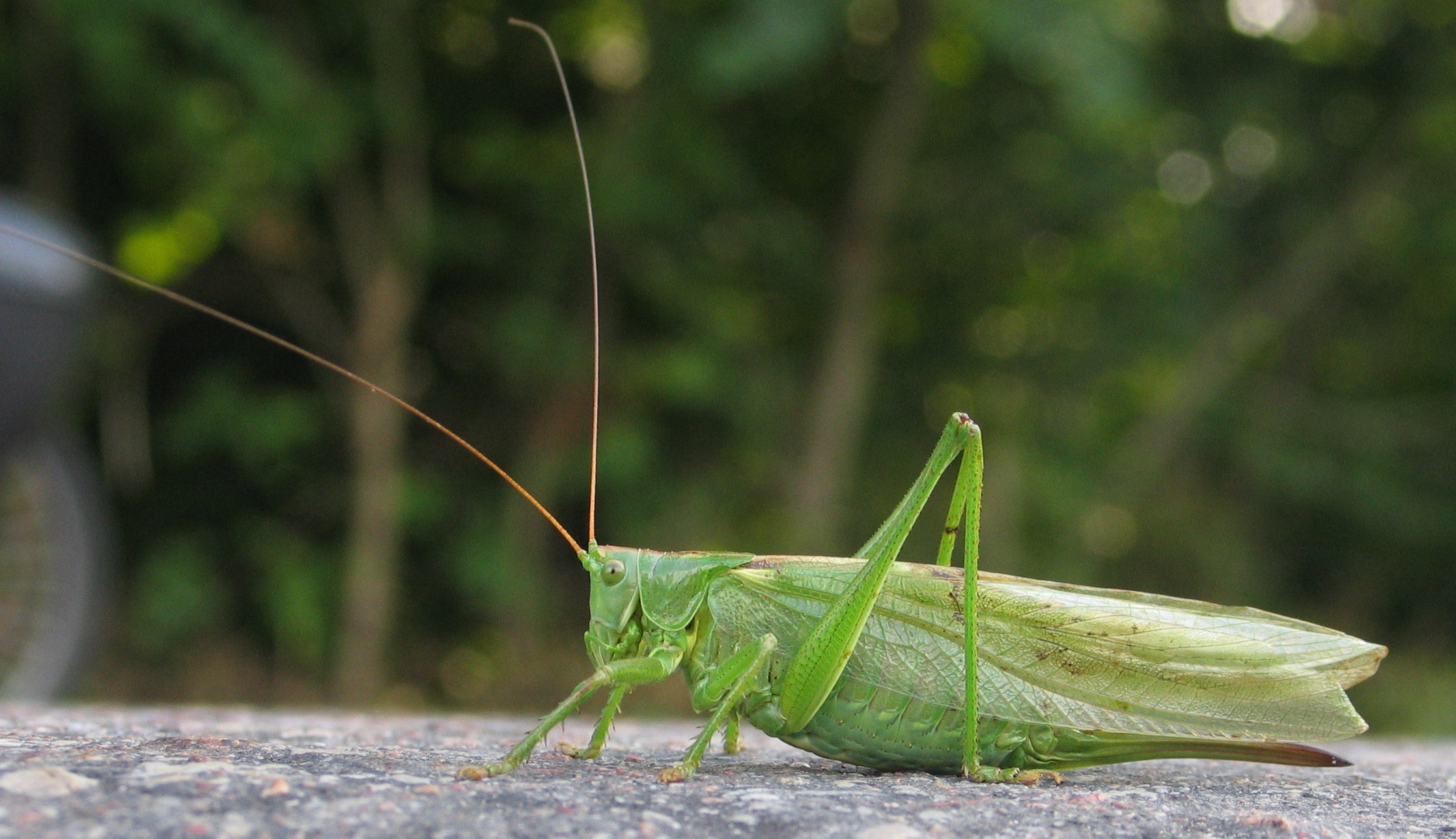
Belle-Fortunée doit avaler une sauterelle pour être enceinte d'Ibonia.

Au début du récit, les quatre princes de la Grande Île, un par point cardinal, venant en effet de l'est, du nord, de l'ouest et du sud, rendent visite à leur grand-père Ciel. Le principal prince est l'aîné, Andriambahoaka. Mais la femme de ce prince, qui s'appelle Rasoabemanana (nom qui signifie « Belle-Fortunée »), est stérile.
Poussée par son mari et son beau-père, la princesse Belle-Fortunée part avec ses suivantes et une escorte armée, pour aller consulter un devin. Selon les présages qui lui sont donnés, l'enfant à naître sera grand, et sera une calamité pour sa mère, mais sera le seul enfant qu'elle pourra avoir.
Belle-Fortunée persiste dans son désir, affirmant qu'il n'y a pas de plus grand malheur que ne pas avoir enfant. Le voyant annonce qu'elle aura un enfant mais que la gestation durera dix ans. Elle doit aller à la Pierre-aux-mille-angles, avaler une sauterelle et accepter d'affronter de nombreuses épreuves.
L'enfant conçu par Belle-Fortunée est Ibonia, dont le nom complet est Iboniamasiboniamanoro, qui signifie « Celui qui a un regard clair et captivant ». Alors qu'il est encore dans le ventre de sa mère Belle-Fortunée, Ibonia demande à être fiancé à « Celle qui donne de la joie ».
Avant qu'ils puissent se marier, Donne-Joie est enlevée par « Pierre qui trouble ». S'apprêtant à partir pour reconquérir sa fiancée, Ibonia s'engage dans un duel verbal avec « Grand Écho » et le bat. Ibonia obtient de Grand Écho, vaincu, des conseils sur la façon de passer une série d'épreuves qui lui permettront de poursuivre sa quête pour retrouver sa fiancée.

Le jeu de fanorona est une des épreuves que réussit Ibonia.

Il rend visite à ses parents avant de se lancer dans la quête, et sa mère le pousse à faire ses preuves en combattant avec succès une série de puissants adversaires animaux et humains. Elle tente ensuite de le dissuader de sa quête en lui présentant d'autres épouses, ce qu'il décline.
Ibonia fait la preuve de ses performances mentales et physiques pour surmonter les défis qu'il rencontre, y compris revêtir la peau d'un vieil homme pour se rapprocher de Homme-Pierre et de sa fiancée Donne-Joie. Il va jusqu'à montrer son talent inégalé pour jouer de la valiha (cithare traditionnelle malgache en bambou) et jouer au Fanorona (jeu de société traditionnel avec des pierres sur une planche), mais cela le trahit.
Ibonia remporte tout de même sa confrontation avec Homme-Pierre et s'échappe avec sa fiancée Donne-Joie. Les deux époux vivent ensemble pendant environ dix ans, puis le récit se termine par la mort sereine d'Ibonia.

## Versions écrites
Les principales versions écrites sont les suivantes :
- Version résumée, transmise en français par Flacourt, 1657, première version écrite connue.
- (mg) Version écrite par un lettré malgache vers 1830.
- (en) Versions diverses en 1870, 1877, 1887.
- R. Becker, Conte d'Ibonia, essai de traduction et d'interprétation d'après l'édition Dahle de 1877, Tananarive, Pitot de la Beaujardière, 1939.
- Versions commentées par François Noiret, dans son ouvrage Le Mythe d'Ibonia le grand Prince (Madagascar), Antananarivo : Foi et Justice, 1993, 272 pages.
- (en) Lee Haring, Ibonia, Epic of Madagascar, traduite et commentée par Lee Haring, Lewisburg, Bucknell University Press, Londres et Toronto, Associated University Press, 1994.
- Versions commentées par François Noiret, dans une nouvelle version enrichie de son ouvrage : Le Mythe d'Ibonia le grand Prince (Madagascar), Paris, Karthala, 2008, 491 pages  (ISBN 978-2-84586-977-6).